# 950
Năm 950 là một năm trong lịch Julius.

## Mất
- Tô Phùng Cát (苏逢吉; ?—950)